# Élections législatives partielles vanuataises de 1988 et 1989
Des élections législatives partielles se tiennent au Vanuatu le 12 décembre 1988 et le 28 novembre 1989 pour pourvoir vingt-trois sièges vacants, dont vingt-deux rendus vacants par une crise politique.

## Contexte
Les élections législatives de novembre 1987 sont remportées par le Vanua'aku Pati au pouvoir, qui remporte vingt-six des quarante-six sièges au Parlement de Vanuatu. Walter Lini, Premier ministre de Vanuatu depuis l'indépendance du pays en 1980, demeure ainsi chef du gouvernement. L'Union des partis modérés, menée par Vincent Boulekone, remporte les vingt autres sièges et demeure l'opposition parlementaire. Maxime Carlot remplace Vincent Boulekone comme chef de l'UPM et donc comme chef de l'opposition peu après,.
En 1988, cinq députés emmenés par Barak Sopé quittent le Vanua'aku Pati et créent le Parti progressiste mélanésien. Ces cinq députés sont expulsés du Parlement le 24 juillet 1988 par le président du Parlement, Onneyn Tahi, à la demande du gouvernement Lini, invoquant une loi de 1983 qui rend vacants les sièges de députés qui changent de parti politique en cours de législature. Barak Sopé ainsi que Maxime Carlot qualifient alors Walter Lini de « dictateur », et dix-huit des vingt députés de l'UPM boycottent le Parlement. Le 27 juillet, ayant été absents du Parlement trois jours consécutifs, ces dix-huit députés sont expulsés à leur tour par Onneyn Tahi, qui considère qu'ils ont démissionné de leur mandat. En septembre, la Cour suprême confirme la légalité de la destitution de ces vingt-trois députés, ouvrant la voie à la tenue d'élections partielles. Les deux seuls députés UPM qui ne sont pas expulsés sont Vincent Boulekone et Gaetano Bulewak, qui ont refusé la stratégie de boycott de l'UPM. Exclus par contre du parti, ils re-fondent l'Union tan,.

## Tenue des élections partielles
Les élections partielles pour les dix-huit sièges rendus vacants par l'expulsion des députés de l'Union des partis modérés se tiennent le 12 décembre 1988, l'expulsion des cinq députés dissidents du Vanua'aku Pati ayant été suspendue par décision de justice. L'UPM et le Parti progressiste mélanésien (PPM) les boycottent. Seuls le Vanua'aku Pati et l'Union tan présentent des candidats. Pour neuf des sièges, il n'y a qu'un seul candidat,. Le taux de participation dans les circonscriptions où il y a des candidats à départager n'est que de 40 % environ, les partisans de l'opposition suivant la consigne du boycott.
L'expulsion de Barak Sopé et de ses quatre collègues députés ayant finalement été confirmée par la justice, des élections partielles pour ces cinq sièges vacants se tiennent le 28 novembre 1989. Là aussi, seuls le Vanua'aku Pati et l'Union tan y participent, ces élections étant boycottées par l'UPM et le PPM.

## Résultats
À l'issue de ces scrutins, le gouvernement de Walter Lini dispose d'une majorité écrasante des sièges au Parlement. Le seul parti d'opposition présent est l'Union tan de Vincent Boulekone. Les résultats sont les suivants,.

### Par parti
| Parti | Parti                    | Dirigeant         | Sièges remportés en 1988-1989 | Total des sièges au Parlement | Changement par rapport à 1987 |
| ----- | ------------------------ | ----------------- | ----------------------------- | ----------------------------- | ----------------------------- |
|       | Vanua'aku Pati           | Walter Lini       | 19                            | 40                            | +14                           |
|       | Union tan                | Vincent Boulekone | 4                             | 6                             | +6                            |
|       | Union des Partis modérés | Maxime Carlot     | 0 (boycott)                   | 0                             | -20                           |

### Par circonscription
Ambae
12 décembre 1988 : un siège à pourvoir

député sortant : Samson Bue (UPM)
| Candidat            | Parti | Parti     | Voix | % | Résultat |
| ------------------- | ----- | --------- | ---- | - | -------- |
|                     |       |           |      |   |          |
| Tarisevuti Wilson   |       | VP        | 1368 |   | élu      |
| Vira Jeremiah Lingi |       | Union tan | 228  |   |          |

Ambrym
12 décembre 1988 : un siège à pourvoir

député sortant : Amos Andeng (UPM)
| Candidat         | Parti | Parti     | Voix | % | Résultat |
| ---------------- | ----- | --------- | ---- | - | -------- |
|                  |       |           |      |   |          |
| Andrew Welwel    |       | VP        | 1311 |   | élu      |
| Talsil Olsen Kai |       | Union tan | 479  |   |          |

Îles Banks et Torres
12 décembre 1988 : un siège à pourvoir

député sortant : Luke Dini (UPM)
| Candidat    | Parti | Parti     | Voix | %      | Résultat |
| ----------- | ----- | --------- | ---- | ------ | -------- |
|             |       |           |      |        |          |
| George Baet |       | VP        | 1342 | 80,8 % | élu      |
| Francis Din |       | Union tan | 318  | 19,2 % |          |

28 novembre 1989 : un siège à pourvoir

député sortant : Charles Godden (PPN)
| Candidat     | Parti | Parti     | Voix | % | Résultat |
| ------------ | ----- | --------- | ---- | - | -------- |
|              |       |           |      |   |          |
| Cecil Sinker |       | VP        | 1473 |   | élu      |
| Gorqon Ben   |       | Union tan | 302  |   |          |

Éfaté
12 décembre 1988 : deux sièges à pourvoir

députés sortants : Andes Jacques Carlot (UPM) et Joel Mansale (UPM)
| Candidat               | Parti | Parti          | Voix | % | Résultat |
| ---------------------- | ----- | -------------- | ---- | - | -------- |
|                        |       |                |      |   |          |
| Tele Taun              |       | VP             | 771  |   | élu      |
| Thomas David Tanarango |       | VP             | 474  |   | élu      |
| Andes Carlot           |       | sans étiquette | 110  |   |          |

Espiritu Santo / Malo / Aore
12 décembre 1988 : quatre sièges à pourvoir

députés sortants : Harry Karaeru (UPM), René Luc (UPM), Andrew Molieno (UPM), Serge Vohor
Il n'y a que trois candidats, qui sont donc tous déclarés élus sans vote.
| Candidat     | Parti | Parti     | Voix | % | Résultat        |
| ------------ | ----- | --------- | ---- | - | --------------- |
|              |       |           |      |   |                 |
| Keith Daniel |       | Union tan | -    | - | élu (sans vote) |
| Sarki Robert |       | VP        | -    | - | élu (sans vote) |
| James Vuti   |       | VP        | -    | - | élu (sans vote) |

28 novembre 1989 : un siège restant à pourvoir
Un siège n'ayant pas été pourvu en décembre 1988, une nouvelle élection partielle est organisée. Il y a un seul candidat, qui est donc déclaré élu sans vote.
| Candidat    | Parti | Parti     | Voix | % | Résultat        |
| ----------- | ----- | --------- | ---- | - | --------------- |
|             |       |           |      |   |                 |
| Vatou Louis |       | Union tan | -    | - | élu (sans vote) |

Épi
28 novembre 1989 : un siège à pourvoir

député sortant : Jimmy Simon (PPM)
Il y a un seul candidat, qui est donc déclaré élu sans vote.
| Candidat     | Parti | Parti | Voix | % | Résultat        |
| ------------ | ----- | ----- | ---- | - | --------------- |
|              |       |       |      |   |                 |
| Tangat Yapet |       | VP    | -    | - | élu (sans vote) |

Luganville
12 décembre 1988 : un siège à pourvoir

député sortant : Alfred Maseng (UPM)
| Candidat      | Parti | Parti          | Voix | % | Résultat |
| ------------- | ----- | -------------- | ---- | - | -------- |
|               |       |                |      |   |          |
| Kalo Nial     |       | VP             | 647  |   | élu      |
| Vatou Louis   |       | Union tan      | 201  |   |          |
| Norman Roslyn |       | sans étiquette | 43   |   |          |

28 novembre 1989 : un siège à pourvoir

député sortant : William Edgell (PPN)
| Candidat    | Parti | Parti     | Voix | % | Résultat |
| ----------- | ----- | --------- | ---- | - | -------- |
|             |       |           |      |   |          |
| Russon Seth |       | VP        | 545  |   | élu      |
| Tamos Petro |       | Union tan | 170  |   |          |

Malekula
12 décembre 1988 : deux sièges à pourvoir

députés sortants : Adrien Malere (UPM) et Paul Telukluk (UPM)
| Candidat          | Parti | Parti     | Voix | % | Résultat |
| ----------------- | ----- | --------- | ---- | - | -------- |
|                   |       |           |      |   |          |
| Daniel Nato       |       | VP        | 2414 |   | élu      |
| Tawi John Wesley  |       | VP        | 1191 |   | élu      |
| Liatlatmal Ignace |       | Union tan | 228  |   |          |

28 novembre 1989 : un siège à pourvoir

députés sortants : Lingtamat Anatole (PPM)
| Candidat          | Parti | Parti     | Voix | % | Résultat |
| ----------------- | ----- | --------- | ---- | - | -------- |
|                   |       |           |      |   |          |
| Waniel Emile      |       | VP        | 2985 |   | élu      |
| Liatlatmal Ignace |       | Union tan | 126  |   |          |

Port-Vila
12 décembre 1988 : trois sièges à pourvoir

députés sortants : Maxime Carlot (UPM), Maria Crowby (UPM) et Willie Jimmy (UPM)
Il n'y a que trois candidats, qui sont donc tous déclarés élus sans vote.
| Candidat             | Parti | Parti     | Voix | % | Résultat        |
| -------------------- | ----- | --------- | ---- | - | --------------- |
|                      |       |           |      |   |                 |
| Joseph Jacobé        |       | Union tan | -    | - | élu (sans vote) |
| Kalkot Mataskelekele |       | VP        | -    | - | élu (sans vote) |
| Kalanga Sawia        |       | VP        | -    | - | élu (sans vote) |

28 novembre 1989 : un siège à pourvoir

député sortant : Barak Sopé (UPM)
| Candidat              | Parti | Parti     | Voix | % | Résultat |
| --------------------- | ----- | --------- | ---- | - | -------- |
|                       |       |           |      |   |          |
| Brothy Thomas Faratia |       | VP        | 757  |   | élu      |
| Haul Gilbert          |       | Union tan | 184  |   |          |

Tanna
12 décembre 1988 : trois sièges à pourvoir

députés sortants : Iaris Naunun (UPM), Keasipai Song (UPM) et Kawai Thompson (UPM)
Il n'y a que trois candidats, qui sont donc tous déclarés élus sans vote.
| Candidat       | Parti | Parti     | Voix | % | Résultat        |
| -------------- | ----- | --------- | ---- | - | --------------- |
|                |       |           |      |   |                 |
| Jack Iauko     |       | VP        | -    | - | élu (sans vote) |
| Noanikam Jimmy |       | Union tan | -    | - | élu (sans vote) |
| Gideon Kota    |       | VP        | -    | - | élu (sans vote) |

Tongoa / îles Shepherd
28 novembre 1989 : un siège à pourvoir

député sortant : Fred Timakata (Vanua'aku Pati)
Ce siège est vacant en raison de l'élection du député Fred Timakata comme président de la République.
| Candidat               | Parti | Parti     | Voix | % | Résultat |
| ---------------------- | ----- | --------- | ---- | - | -------- |
|                        |       |           |      |   |          |
| Etchin Shem Masoerangi |       | VP        | 731  |   | élu      |
| Pakoa Ezekiel          |       | Union tan | 33   |   |          |

## Suites
Le 16 décembre 1988, quatre jours après les élections partielles, le président de la République George Sokomanu déclare le Parlement dissous et annonce que des élections anticipées se tiendront en février 1989. Le gouvernement Lini considère cette dissolution comme étant anticonstitutionnelle et n'en tient pas compte. Le 18 décembre, le président Sokomanu nomme un « gouvernement par intérim » mené par son neveu Barak Sopé. Le même jour, le gouvernement Lini ordonne et obtient l'arrestation de Sokomanu, de Sopé et d'autres membres de ce prétendu gouvernement. Le 19 décembre, la Cour suprême de Vanuatu (en) déclare anticonstitutionnelles les actions du président Sokomanu, la Constitution de Vanuatu ne permettant pas au président de la République de dissoudre le Parlement de sa propre initiative, ni de nommer un gouvernement qui n'aurait pas la confiance du Parlement.
En février 1989, la justice condamne le président Sokomanu à six ans de prison pour incitation à la mutinerie et pour conspiration séditieuse. Barak Sopé et Maxime Carlot sont chacun condamnés à cinq ans de prison, et Willie Jimmy à trois ans de prison.
En septembre 1991, le Premier ministre Lini est contraint de démissionner à la suite d'une fronde interne à son parti, et à une motion de censure à son encontre au Parlement. Donald Kalpokas, nouveau chef du Vanua'aku Pati, devient Premier ministre en amont des élections de décembre.